# Platygaster aphidis
Platygaster aphidis är en stekelart som beskrevs av William Harris Ashmead 1893. Platygaster aphidis ingår i släktet Platygaster och familjen gallmyggesteklar. Inga underarter finns listade i Catalogue of Life.